# Stenalcidia atristrigaria
Stenalcidia atristrigaria là một loài bướm đêm trong họ Geometridae.